# Taira Hara
Taira Hara (japanisch はら たいら, eigentlich: 原 平, Hara Taira; * 8. März 1943 in Tosa-Yamada (heute: Stadt Kami), Präfektur Kōchi; † 10. November 2006 in Fujimi, Präfektur Saitama) war ein japanischer Manga-Zeichner.
Bereits mit 14 Jahren begann er, an verschiedene Magazine Mangas zu senden. 1963, mit 19 Jahren, zog er nach Tokio und brachte seinen ersten Comic als professioneller Zeichner mit Shinjuku B·B (新宿B·B) im Manga-Magazin Manga Times heraus. Es folgten zahlreiche weitere Werke, die vor allem mit Nonsens-Humor arbeiteten. Seinen bekanntesten Manga kreierte er ab 1972 mit Monrō-chan (モンローちゃん) für das Seinen-Magazin Manga Goraku.
Haras große Popularität in Japan ging vor allem auf seine Teilnahme an der Quizshow Quiz Derby (クイズダービー) des Fernsehsenders TBS zurück. An dieser nahm er von 1977 bis 1992 bei über 800 Sendungen als prominenter Fragenbeantworter teil.
Wegen der Teilnahme an dieser Fernsehsendung arbeitete er fortan nicht mehr für Manga-Magazine, sondern für Zeitungen. Er veröffentlichte in den 1980er Jahren unter anderem in Sankei Shimbun, Hokkaido Shimbun, Nihon Keizai Shimbun und Chunichi Shimbun Mangas. Außerdem schrieb er Englischlehrbücher für ältere Leute und ein Buch über seine Erfahrungen mit Klimakterium virile.
Hara starb im Alter von 63 Jahren an Leberversagen.